# Андріївка (Кальміуська міська громада)
Андрі́ївка — село в Україні, у Кальміуській міській громаді Кальміуського району Донецької області. Населення становить 477 осіб (2001).

## Загальні відомості
Відстань до Старобешева становить близько 17 км і проходить переважно автошляхом Т 0508.
Із 2014 р. внесено до переліку населених пунктів на Сході України, на яких тимчасово не діє українська влада.

## Населення
За даними перепису 2001 року населення села становило 477 осіб, із них 20,96 % зазначили рідною мову українську, 74,42 % — російську та 0,42 % — грецьку мову.